# 菲格羅阿縣

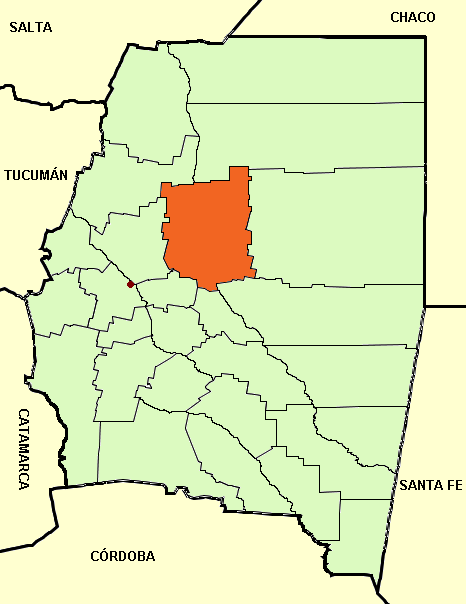

|capital           = La Cañada
27°42′32″S 63°46′27″W / 27.70889°S 63.77417°W
菲格羅阿縣（西班牙語：Departamento Figueroa），是阿根廷的縣份，位於該國北部聖地亞哥-德爾埃斯特羅省，首府設於拉卡尼亞達，面積6,695平方公里，2010年人口17,820，人口密度每平方公里2.66人。